# La Damoiselle élue (Rossetti)
Vous pouvez aider à l'améliorer ou bien discuter des problèmes sur sa page de discussion.
- Il ne cite pas suffisamment ses sources. Vous pouvez indiquer les passages à sourcer avec {{référence nécessaire}} ou {{Référence souhaitée}}, et inclure les références utiles en les liant aux notes de bas de page. (Marqué depuis avril 2024)
- Certaines informations devraient être mieux reliées aux sources mentionnées dans la bibliographie ou les liens externes. Améliorez sa vérifiabilité en les associant par des références. (Marqué depuis avril 2024)

- Archive Wikiwix
- Bing
- Cairn
- DuckDuckGo
- E. Universalis
- Gallica
- Google
- G. Books
- G. News
- G. Scholar
- Persée
- Qwant
- (zh) Baidu
- (ru) Yandex
- (wd) trouver des œuvres sur Wikidata

Pour les articles homonymes, voir La Damoiselle élue.
La Damoiselle élue, ou La Damoiselle bénie – en anglais The Blessed Damozel –, est un tableau réalisé par le peintre britannique Dante Gabriel Rossetti entre 1871 et 1878. Cette huile sur toile préraphaélite est l'illustration d'un poème que l'artiste a composé à l'âge de dix-neuf ans en 1847. Une commande de William Graham, elle représente une jeune femme entourée d'anges et de fleurs réclamant depuis le paradis son amoureux encore en vie, lequel est figuré allongé les mains jointes parmi des arbres dans une prédelle ajoutée a posteriori. La composition picturale de ce qui s'apparente donc à un retable comprend dans sa partie supérieure une douzaine de visions du couple s'enlaçant en un tendre baiser. L'œuvre est conservée depuis 1943 au Fogg Art Museum de Cambridge, dans le Massachusetts, aux États-Unis.
Une version ultérieure simplifiée est conservée à la Lady Lever Art Gallery à Port Sunlight, en Angleterre, au Royaume-Uni.

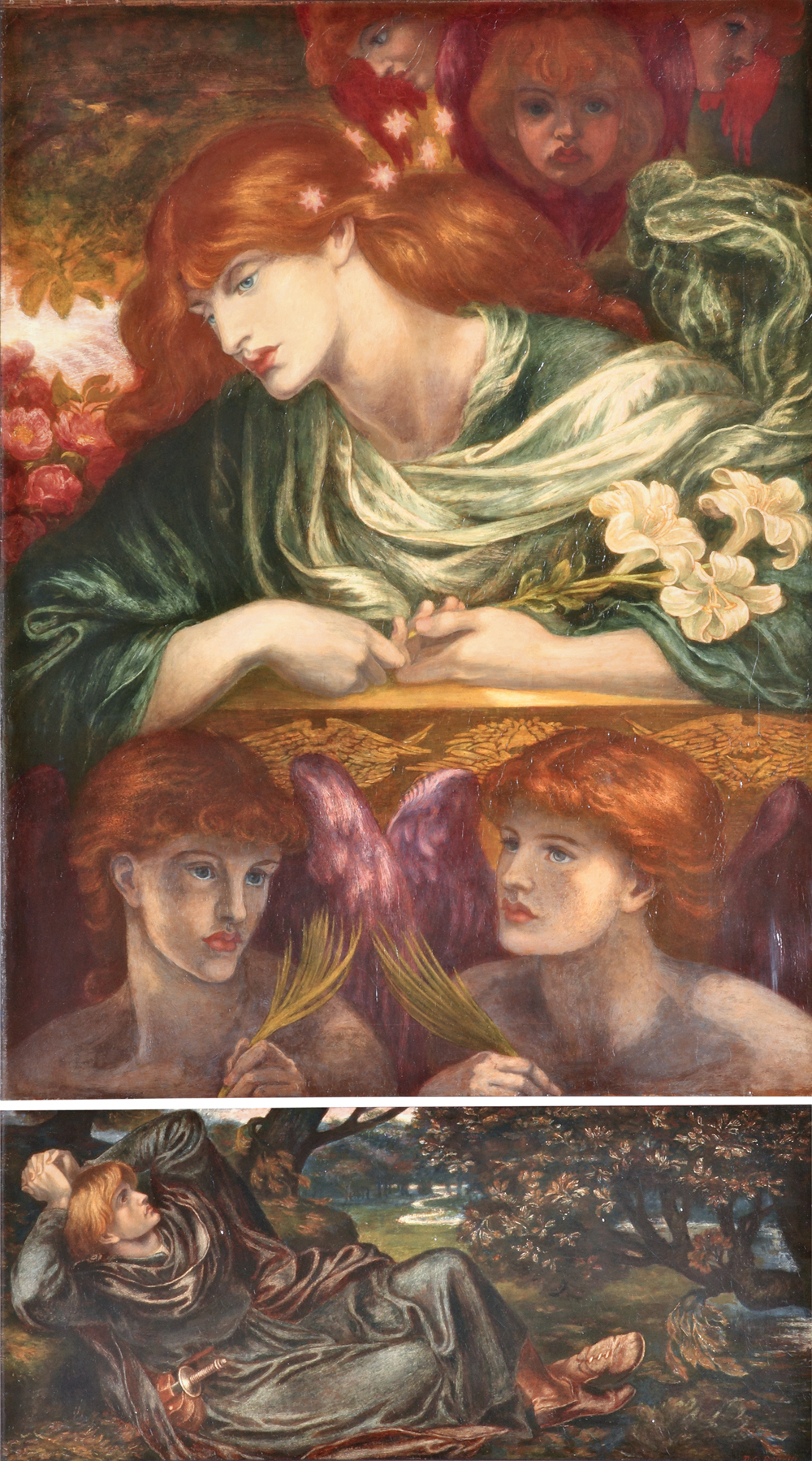
La Damoiselle élue – Lady Lever Art Gallery, Port Sunlight.